# Дора Вентер
Дора Вентер (на английски: Dora Venter) е артистичен псевдоним на унгарската порнографска актриса Мелинда Гал (на унгарски: Gál Melinda), родена на 1 октомври 1976 г. в село в близост до град Шалготарян, Унгария.

## Ранен живот
Завършва образованието си в унгарската столица Будапеща и придобива сертификат за медицинска сестра.

## Кариера
Дебютира като актриса в порнографската индустрия през 1999 г., когато е на 23-годишна възраст. Първоначално участва с псевдонима Клаудия Уенстрьом (Claudia Wennström) в няколко шведски порнофилма на режисьора Майк Бек. След това се снима в унгарски, немски, френски, английски, италиански и испански порнографски продукции. Прави предимно сцени с анален секс.
През 2004 г. дебютира като актриса и в игралното кино с роля в испанския филм „Курва“.
През 2007 г. участва в еротичното изложение „Ерос шоу“ (21 – 24 март), проведено в зала Универсиада в София, България. По време на престоя си в България Вентер гостува заедно с друга унгарска порноактриса - Дора Месарош, в телевизионното предаване „Шоуто на Слави“ по телевизия bTV и в радио шоу на FM+ заедно с Мария Белучи, а през лятото на същата година екип на туристическото риалити на Нова телевизия „Без багаж“ гостува в дома на Вентер в Будапеща.
Дора Вентер работи и като медицинска сестра в университетски медицински център в Будапеща.

## Награди и номинации
Носителка на награди
- 2004: Ninfa награда на Международния еротичен филмов фестивал в Барселона за най-добра поддържаща актриса – „Паметта на риба“.[15]
- 2007: AVN награда за най-добра секс сцена в чуждестранна продукция – „Числено превъзходство 4“ (с Изабел Айс, Сандра Ромейн, Кати, Карина, Никол, Пума Блек, Ерик Евърхард, Стив Холмс и Роберт Розенберг).[16][17]

Номинации
- 2003: Номинация за Ninfa награда на Международния еротичен филмов фестивал в Барселона за най-добра актриса – „Лаура е сама“.
- 2003: Номинация за Venus награда за най-добра актриса в Унгария.[18]
- 2004: Номинация за Европейска X награда на Брюкселския международен фестивал на еротиката за най-добра актриса на Унгария.[19]
- 2004: Номинация за Европейска X награда на Брюкселския международен фестивал на еротиката за най-добра поддържаща актриса на Унгария.[19]
- 2007: Номинация за AVN награда за най-добра POV секс сцена – „POV Centerfolds 3“ (с Мария Белучи и Мик Блу).[20][16]